# مجهولات (رتبة)
المجهولات (الاسم العلمي: Agnostida )، وهي رتبة منقرضة من مفصليات الأرجل تطورت في نهاية الكامبري المبكر وازدهرت خلال الكامبري الأوسط.